# Caventou (kráter)
Caventou je malý impaktní kráter typu kráterové jamky nacházející se v zhruba uprostřed měsíčního moře Mare Imbrium (Moře dešťů) na přivrácené straně Měsíce. Má průměr 3 km, vzhledem ke své velikosti postrádá centrální vrcholek. Než jej v roce 1976 Mezinárodní astronomická unie pojmenovala na současný název, nesl označení La Hire D.
Jihovýchodně lze nalézt horu Mons La Hire, západně kráter Delisle.

## Název
Pojmenován je podle francouzského chemika a farmakologa Josepha Bienaimé Caventou.